# Паланка (Кальміуський район)
Паланка — село Новоазовської міської громади Кальміуського району Донецької області, Україна.

## Назва
10 квітня 2024 року Комітет Верховної Ради України з питань організації державної влади, місцевого самоврядування, регіонального розвитку та містобудування підтримав перейменування села на Паланка.

## Загальні відомості
Відстань до райцентру становить близько 26 км і проходить Т 0519 та автошляхом місцевого значення.
Перебуває на території, яка тимчасово окупована російськими терористичними військами.

## Населення
За даними перепису 2001 року населення села становило 177 осіб, із них 75,14 % зазначили рідною мову українську та 24,86 % — російську.